# Habitatge al carrer Sant Roc, 17 (Tàrrega)
El Carrer Sant Roc, 17 és una casa eclèctica de Tàrrega (Urgell) protegida com a bé cultural d'interès local.

## Descripció
És un edifici en cantonada amb el carrer Sant Roc i el segle XX de Tàrrega. És de planta rectangular i està estructurat amb tres plantes: la planta baixa i dos pisos a la part superior. Tota la seva façana és de gran senzillesa i austeritat decorativa, seguint un eix simètric pel que fa a les seves obertures. El mur està totalment pintat de blanc tapant per complet la pedra en què està fet. La coberta és plana, d'una sola vessant i s'utilitza la teula àrab.
A la planta baixa, convertida en restaurant, es veuen diverses obertures allindades. Tres a la cara nord, idèntiques, i amb grans finestrals i dos més a la cara est on hi ha la porta principal de gran amplada respecte a l'altra portalada, més estreta i esvelta. Totes les obertes de la planta baixa utilitzen el mateix motiu decoratiu en el seu emmarcament de pedra. És llis en decoració a excepció de dues estructures arrodonides que es formen els dos angles superiors.
Aquest nombre d'obertures es repeteix a la primera i segona planta, disposant-se just damunt seguint un eix. Totes són allindanades i moltes emmarcades amb pedra. A més a més, totes disposen de balconada amb barana de forja bastant treballada sostinguda per mènsules decorades. L'única diferència destacable que hi ha entre el primer pis i el segon és que a la balconada del primer ressegueix l'angle de la cantonada creant així un únic balcó per a dues finestres de diferents façanes.